# Alelimminola dubiosa
Alelimminola dubiosa là một loài bướm đêm trong họ Erebidae.